# Wyspy Marshalla na Mistrzostwach Świata w Lekkoatletyce 2009
Na Mistrzostwach Świata w Lekkoatletyce 2009 w Berlinie, Wyspy Marshalla reprezentowane były przez 1 zawodnika – Phillipa Poznanskiego, który osiągnął wynik 11.97 i tym samym zajmując 89. miejsce w eliminacjach (7. miejsce w swoim biegu) nie awansował dalej.

## Zawodnicy
| Konkurencja   | Zawodnicy         | Zawodnicy |
| Konkurencja   | Mężczyźni         | Kobiety   |
| ------------- | ----------------- | --------- |
| Bieg na 100 m | Phillip Poznanski | −         |